# Longmire Museum
Pour les articles homonymes, voir Longmire (homonymie).
Le Longmire Museum est un musée américain à Longmire, dans le comté de Pierce, dans l'État de Washington. Protégé au sein du parc national du mont Rainier, ce bâtiment construit en 1916 et déplacé en 1977 est une propriété contributrice au district historique de Longmire depuis la création de ce district historique le 13 mars 1991. Il contribue également au Mount Rainier National Historic Landmark District établi le 18 février 1997.